# La Chapèla de Chanhac
Lachapelle-sous-Chanéac és un municipi francès situat al departament de l'Ardecha i a la regió d'Alvèrnia-Roine-Alps. L'any 2007 tenia 200 habitants.

## Demografia

### Població
El 2007 la població de fet de Lachapelle-sous-Chanéac era de 200 persones. Hi havia 84 famílies de les quals 20 eren unipersonals (4 homes vivint sols i 16 dones vivint soles), 32 parelles sense fills, 28 parelles amb fills i 4 famílies monoparentals amb fills.
La població ha evolucionat segons el següent gràfic:
Habitants censats

### Habitatges
El 2007 hi havia 168 habitatges, 83 eren l'habitatge principal de la família, 58 eren segones residències i 27 estaven desocupats. 135 eren cases i 32 eren apartaments. Dels 83 habitatges principals, 64 estaven ocupats pels seus propietaris i 19 estaven llogats i ocupats pels llogaters; 7 tenien dues cambres, 13 en tenien tres, 21 en tenien quatre i 42 en tenien cinc o més. 59 habitatges disposaven pel capbaix d'una plaça de pàrquing. A 28 habitatges hi havia un automòbil i a 46 n'hi havia dos o més.

### Piràmide de població
La piràmide de població per edats i sexe el 2009 era:
| Homes | Edats   | Dones |
| ----- | ------- | ----- |
| 0     | 95 o +  | 0     |
| 0     | 90 a 94 | 0     |
| 0     | 85 a 89 | 4     |
| 4     | 80 a 84 | 12    |
| 4     | 75 a 79 | 0     |
| 4     | 70 a 74 | 8     |
| 8     | 65 a 69 | 12    |
| 4     | 60 a 64 | 8     |
| 0     | 55 a 59 | 0     |
| 0     | 50 a 54 | 4     |
| 4     | 45 a 49 | 0     |
| 4     | 40 a 44 | 0     |
| 12    | 35 a 39 | 12    |
| 8     | 30 a 34 | 12    |
| 0     | 25 a 29 | 4     |
| 0     | 20 a 24 | 4     |
| 0     | 15 a 19 | 4     |
| 12    | 10 a 14 | 4     |
| 0     | 5 a 9   | 12    |
| 4     | 0 a 4   | 0     |

## Economia
El 2007 la població en edat de treballar era de 112 persones, 80 eren actives i 32 eren inactives. De les 80 persones actives 73 estaven ocupades (41 homes i 32 dones) i 6 estaven aturades (1 home i 5 dones). De les 32 persones inactives 12 estaven jubilades, 5 estaven estudiant i 15 estaven classificades com a «altres inactius».

### Ingressos
El 2009 a Lachapelle-sous-Chanéac hi havia 84 unitats fiscals que integraven 192 persones, la mediana anual d'ingressos fiscals per persona era de 15.481 €.

### Activitats econòmiques
Dels 7 establiments que hi havia el 2007, 2 eren d'empreses de fabricació d'altres productes industrials, 2 d'empreses de construcció, 1 d'una empresa d'hostatgeria i restauració, 1 d'una empresa financera i 1 d'una empresa immobiliària.
Dels 4 establiments de servei als particulars que hi havia el 2009, 1 era un taller de reparació d'automòbils i de material agrícola, 1 guixaire pintor, 1 lampisteria i 1 restaurant.
L'any 2000 a Lachapelle-sous-Chanéac hi havia 9 explotacions agrícoles.

## Poblacions més properes
El següent diagrama mostra les poblacions més properes.